# Pericallia idriensis
Pericallia idriensis là một loài bướm đêm thuộc phân họ Arctiinae, họ Erebidae.